# Tigris Lane Cemetery
Le cimetière « Tigris Lane Cemetery » est un cimetière de la Première Guerre mondiale situé à Wancourt dans le département français du Pas-de-Calais.

## Sépultures
| Pays        | Sépultures |
| ----------- | ---------- |
| Royaume-Uni | 86         |
| Canada      | 33         |
| Total       | 119        |

## Pour approfondir